# 北卡羅來納州羅利聖殿
北卡羅來納羅利聖殿（Raleigh North Carolina Temple）是耶穌基督後期聖徒教會的第68座聖殿，位於埃佩克斯。北卡羅來納羅利聖殿開幕於1999年2月6日，面積10,700平方英尺（990平方），主要服務北卡羅來納州的耶穌基督後期聖徒教會信徒。

## 外部連結
- 维基共享资源上的相關多媒體資源：北卡羅來納州羅利聖殿
- Official Raleigh North Carolina Temple page（页面存档备份，存于）
- Raleigh North Carolina Temple page